# Asymptote (entreprise)
Pour les articles homonymes, voir Asymptote (homonymie).
Asymptote est une agence d’architecture créée en 1988 et basée à New York par Lise-Anne Couture, née en 1959, et Hani Rashid, né en 1958. Depuis le début, ces deux derniers sont les principaux associés de cette agence.
Asymptote est notamment connue pour ses installations artistiques et ses recherches menées sur les rapports entre les outils numériques, l’architecture et le design. C’est une agence d’architecture numérique aujourd’hui reconnue à l’échelle internationale.

## Biographie

### Hani Rashid

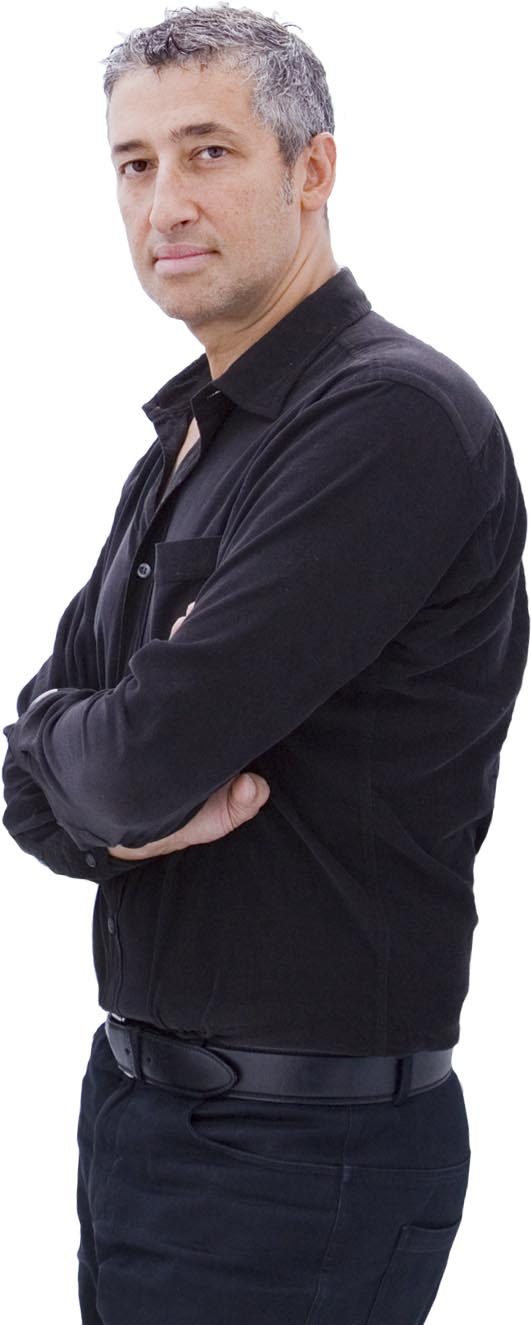
Hani Rashid, fondateur de l'agence

Né en 1958 au Caire, d’un père égyptien et d’une mère britannique, Hani Rashid grandit en Angleterre et au Canada. Son frère Karim Rashid est designer. Il reçoit en 1983 sa licence (bachelor) d'architecture à l'Université d'Ottawa (Canada) et son master d'architecture en 1985 à la Cranbrook Academy of Art, Bloomfield Hills (Michigan).

### Lise-Anne Couture

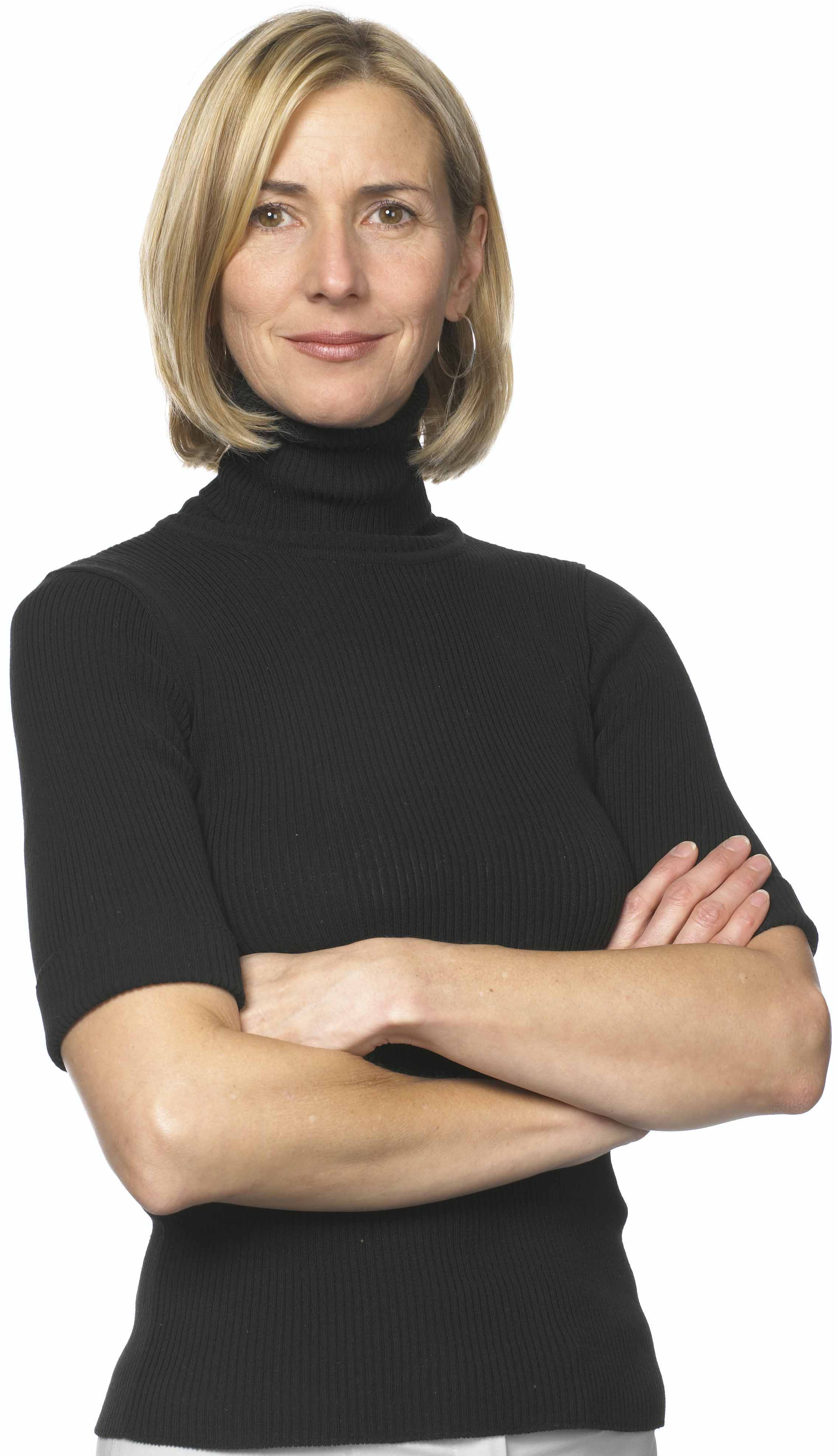
Lise-Anne Couture, fondatrice de l'agence

Née en 1959 à Montréal, Lise-Anne Couture obtient en 1984 sa licence (bachelor) d'architecture à l'Université Carleton, au Canada et ensuite son master d'architecture en 1986 à l'université Yale. 

### Asymptote
En 1987, Hani Rashid fonde l’agence Asymptote à Milan comme une alternative à la pratique conventionnelle de l'architecture,.
En 1988, il forme un partenariat avec Lise-Anne Couture. Ils cofondent ensemble  Asymptote, un bureau d’architecture et de recherche relocalisé à New York.  
Ils comptent à leur actif des propositions à diverses échelles incluant des projets urbains tel que le Penang Global City Centre en 2005, d’immeuble d’habitations de luxe avec le 166 Perry Street à New York en 2007 mais aussi des installations multimédias, des environnements digitaux interactifs tels que le plancher virtuel pour la Bourse de New York,New York Stock Exchange 3DTF Virtual Reality Environment, leur premier projet virtuel en 1998 suivi ensuite du musée Guggenheim en 1999. 
Asymptote a également réalisé la scénographie de la 9e biennale d’architecture de Venise, en 2004 et poursuit parallèlement une activité de designer avec la conception d’une ligne de mobilier pour Knoll International en 1999, de l’intérieur du magasin phare de Carlos Miele en 2003 et celui d’Alessi en 2006.
Depuis l’ouverture de l’agence, Asymptote  a remporté de nombreux prix comme le prestigieux Frederick John Kiesler Award en 2004 pour le pavillon multimédia HydraPier aux Pays-Bas, ainsi que le prix de la commission pour le Los Angeles West Coast Gateway avec le centre culturel « Steel Cloud » en 1988 ou le Cooper–Hewitt, National Design Award en 2001.
Parallèlement, ils ont tous deux une brillante carrière universitaire :
Hani Rashid enseigne depuis 1989 à l'université Columbia. Anne-Lise enseigne depuis 1990 et est membre du département d’architecture à la Parsons The New School for Design à New York. En 1992, ils enseignent tous les deux à la Harvard Graduate School of Design, États-Unis.
Ils ont enseigné à eux deux, ponctuellement dans plusieurs universités du monde telles que l'Académie royale des beaux-arts du Danemark à Copenhague, au Southern California Institute of Architecture à Los Angeles, à la Stadleschule à Frankfurt, à l'École polytechnique fédérale de Zurich|ETH de Zurich, à Berlage Institute d’Amsterdam,  à l’université technique de Vienne et à l'université de Lund en Suède par exemple. 
Leurs enseignements reposent sur la création d’une architecture liée au site et aux faits socio-politiques en examinant la place au sein de nos pratiques culturelles. C’est donc un travail entre l’écriture, l’installation, le collage, la construction et les propositions de planification urbaine.

## Philosophie

### Origine du nom
Le mot Asymptote vient « du terme mathématique désignant une droite telle que la distance d’un point d’une courbe à cette droite tend vers zéro quand le point s’éloigne à l’infini sur la courbe. » Il a été adopté pour cette agence car il correspondait aux philosophies et à la manière de penser l’architecture comme une dynamique où se mélangent théorie et pratique.
C’est pour défier les procédures standardisées qu’Asymptote se sert des mathématiques, du répétitif, de l’algorithme afin de rechercher l’inflexion, la déviation qui révèle « l’étonnant », « l’inattendu ».

### Influences de l’agence
Influencés par Frank Gehry, Daniel Libeskind et Peter Eisenman., ils proposent une autre vision de l’architecture. C’est dans l’emploi d’un même registre de formes non conventionnelles et déstabilisantes, pensées de façon à révéler et non à dissimuler, qu’apparaît l’impact du mouvement déconstructiviste. Un mouvement de fusion, confusion et disparition de frontières entre les disciplines.
De plus, Hani Rashid et Lise-Anne Couture ont été élèves de Frank Gehry et de Daniel Libeskind. Lise-Anne Couture a travaillé quelques mois dans l’agence de Peter Eisenman. 

### Le langage informatique
Dans les différents projets initialement conçus pour des concours et des installations artistiques, Asymptote s’exprime à travers d’un nouveau langage architectural ouvert à l’emploi des nouvelles technologies. L’utilisation de l’outil informatique pour toutes les phases du projet permet des constructions innovantes dans lesquelles sont expérimentés les différents territoires (l’architecture, l’urbanisme, le design, l’installation) et les manières dont le réel et le virtuel interagissent.

### Fluidité et dynamique
Asymptote est tournée vers une architecture en action, en mouvement. La démarche adoptée repose sur une élégance inspirée et issue des mathématiques où l’approche est puisée dans un mouvement fluide et dynamique. Cette élégance ne dépend pas seulement de l’esthétique mais également de la fonctionnalité, de l’efficacité et de la viabilité du projet. De plus, la textualité, la matérialité viennent renforcer le désir d’une architecture consensuelle en perpétuelle construction et réorientations.
Le style d’Asymptote peut se tenir en deux mots : fluidité et « futurisme ».

### Dimension culturelle
Parmi les thèmes dominants du travail d’Asymptote sont comptés l’architecture, la culture, la technologie et la ville. Nombreux projets ont été inspirés par des dimensions culturelles, technologiques et sociales. Asymptote s’intéresse plus particulièrement à ceux détenant une signification culturelle tels que les musées, les espaces d’expositions et de spectacles.

## Quelques projets

### Le steel cloud, une architecture anti-gravité
Cet assemblage architectural, proposé pour le Los Angeles West Coast Gateway en 1988, est le premier prix remporté par Asymptote pour un concours international. Cela a permis à cette agence d’acquérir une dimension internationale. Ce concours consiste à concevoir un monument célébrant Los Angeles, ville horizontale sans centre ni périphérie dans laquelle le mouvement de l’immigration multiraciale est important. 
Asymptote propose une sorte de trait d’union permettant de rassembler les quartiers de populations différentes qui l’entourent, un mariage entre la multiplicité et la différence. Cette structure ouverte et flottante d’environ 500 mètres de longueur et 8 mètres de hauteur, repose sur un programme dense. En effet, les espaces publics tels que le musée de l’Immigration, les aquariums, les jardins, le théâtre, les cinémas et la bibliothèque s’y interpénètrent. C’est une architecture dépourvue de perspectives, de murs, de cadres, un envol de masses au travers desquelles s’embrassent des transparences et des vides. Ce nuage d’acier, suscitant le passage, le parcours est une matérialisation de la vitesse, du chao accentuant l’horizontalité particulière de Los Angeles avec la démultiplication des lignes d’horizons que constitue le projet.

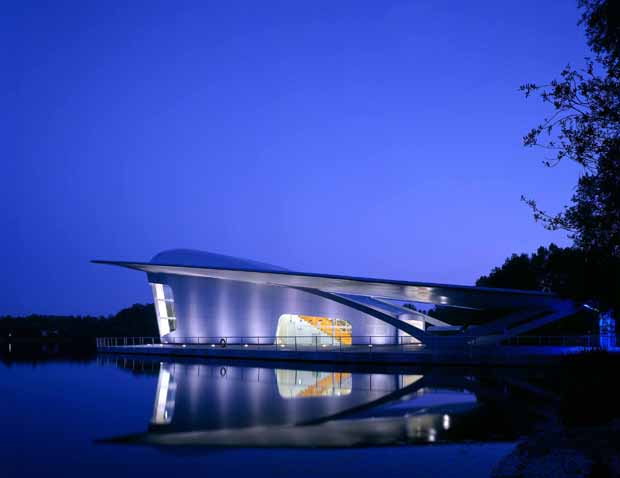
Le pavillon HydraPier

### L'HydraPier
Construit pour les Floriades 2002, exposition mondiale d’horticulture située à Haarlemmermeer près d’Amsterdam, ce pavillon de 100 mètres de long s’organise en deux plans métalliques suspendus et inclinés chevauchant d’un côté la terre et de l’autre l’eau. Créé et calculé par ordinateur, cet objet architectural dynamique, entre art et architecture, est couvert d’eau retombant en deux cascades. Cet écoulement de l’eau sur l’inclinaison du toit est une tentative visant à dématérialiser la structure même du bâtiment. Les panneaux métalliques courbes réfléchissants et brillants et l’eau en cascade sur le toit donnent l’impression que le bâtiment se fond dans son environnement opérant ainsi une confusion entre les éléments naturels faisant disparaître le pavillon aux yeux de ceux qui le survolent en avion. Ici, c’est la réalité qui tend vers le virtuel et non l’inverse.

## Principales réalisations

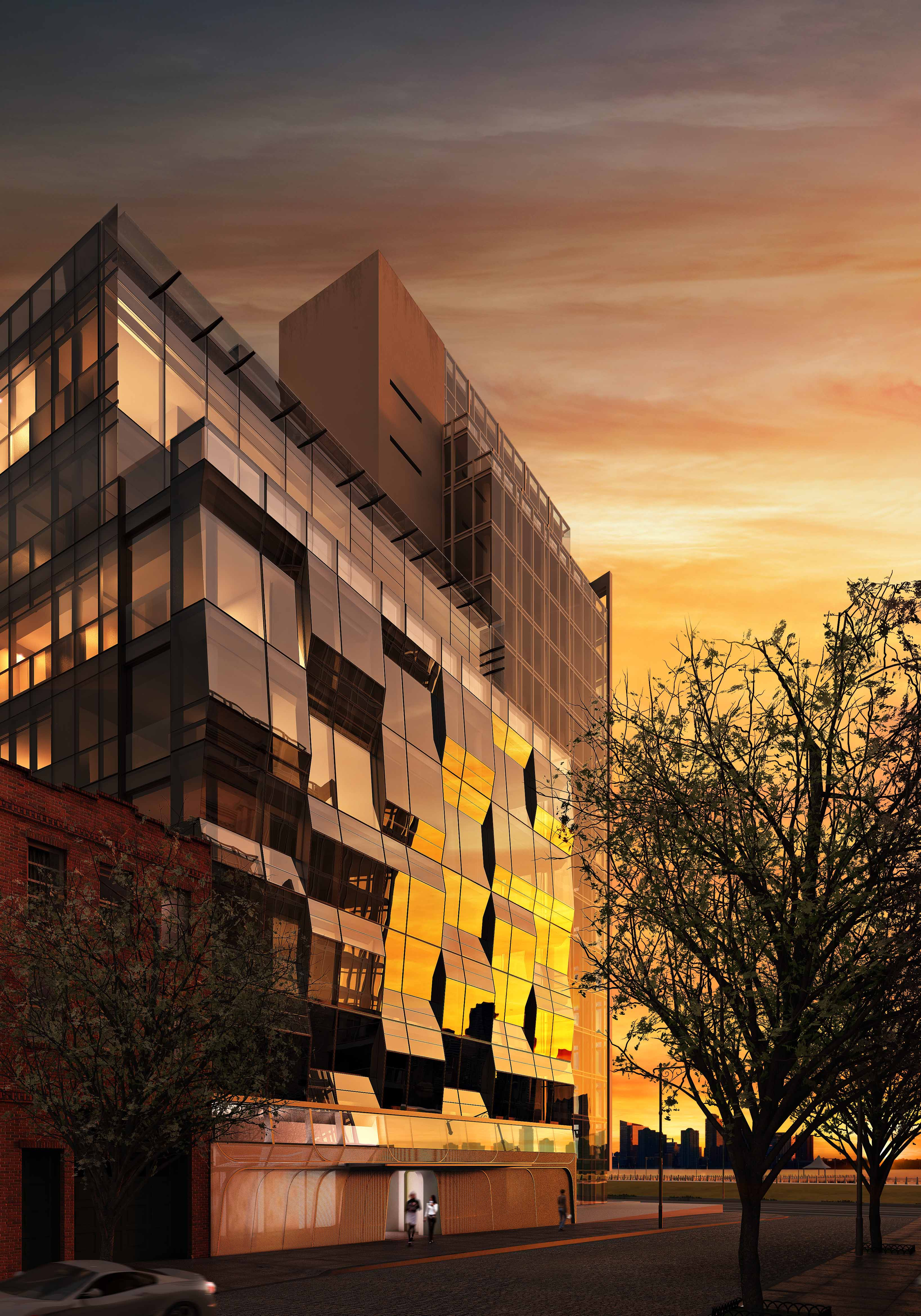
Les logements de luxe au 166 Perry Street

- 2008 : The Azzano - San Paolo Master Plan, Bergame, Italie
- 2007 : The millenium Tower World Business Center à Busan, Corée
- 2007 : Le Yas Island Marina Hôtel, Abu Dhabi
- 2007 : Vake Multifunctional Center, Georgia
- 2006 : le Penang Turf Club Master Plan
- 2006 : la boutique phare d’Alessi à New York
- 2006 : la tour Strata, Abou Dhabi, Al Raha beach
- 2006 : les 190 Vàci, à Budapest
- 2006 : 166 Perry Street
- 2006 : Master plan de Prague
- 2005 : musée Guggenheim à Guadalajara, Mexique
- 2004 : design et scénographie de la 9e biennale d’architecture de Venise
- 2004 : Beukenhof Auditorium, Schiedam, Pays-Bas
- 2003 : boutique phare de Carlos Miele à Manhattan
- 2001 : HydraPier pavillon[12]
- 2002 : Ligne de mobiliers pour Knoll International
- 1999 : Virtual New York Stock Exchange - NYSE - (projet)[13]
- 1999 :  Museum of Digital Art, Séoul, Corée
- 1999 : Multimedia Research and Edutainment Facility, Kyoto, Japon
- 1998 : Advanced Trading Floor Operations Center, New York Stock Exchange
- 1998 : The Guggenheim Virtual Museum (GVM), New York
- 1996 : Univers  Theater Festival, Aarhus, Danemark
- 1988 : Los Angeles West Coast Gateway(Steel Cloud)[14]

## Expositions
- 2003 : M Scape au Centre Pompidou, Paris.
- 2003 : exposition en Hollande à l’Institute of Architecture (NAI).
- 2002 : Flux 3.0 à la documenta11 à Cassel en Allemagne.
- 1998 : Iscapes au Frederike Taylor gallery à New York, au San Francisco Museum of Modern Art, Museum of Modern Art de New York, à l’Institute of Architecture (NAI) de Hollande, à la fondation Bohen de New York et à Montréal.
- 1995 : exposition permanente au Tohoky Agrarian Museum.
- 1994 : exposition au FRAC d’Orléans.

## Bibliographie

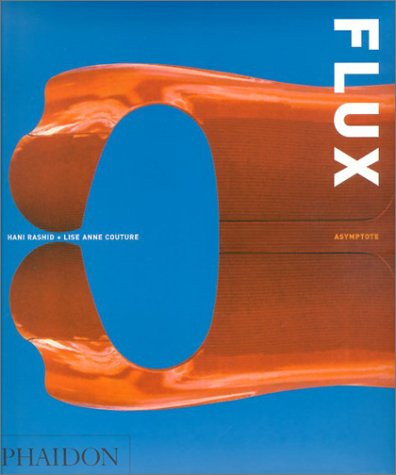
Lise-Anne Couture, couverture d’Asymptote Flux, la seconde monographie d'Asymptote